# Bolesławiec (gromada)
Bolesławiec – dawna gromada, czyli najmniejsza jednostka podziału terytorialnego Polskiej Rzeczypospolitej Ludowej w latach 1954–1972.
Gromady, z gromadzkimi radami narodowymi (GRN) jako organami władzy najniższego stopnia na wsi, funkcjonowały od reformy reorganizującej administrację wiejską przeprowadzonej jesienią 1954 do momentu ich zniesienia z dniem 1 stycznia 1973, tym samym wypierając organizację gminną w latach 1954–1972.
Gromadę Bolesławiec siedzibą GRN w Bolesławcu utworzono – jako jedną z 8759 gromad na obszarze Polski – w powiecie wieluńskim w woj. łódzkim, na mocy uchwały nr 40/54 WRN w Łodzi z dnia 4 października 1954. W skład jednostki weszły obszary dotychczasowych gromad Chróścin, Bolesławiec, Chotynin, Piaski, Kamionka i kolonia Bolesławiec-Chróścin ze zniesionej gminy Bolesławiec w powiecie wieluńskim (woj. łódzkie), ponadto obszar dotychczasowej gromady Podbolesławiec ze zniesionej gminy Opatów w powiecie kępnowskim [sic!] w woj. poznańskim.
13 listopada 1954 (po pięciu tygodniach) gromada weszła w skład nowo utworzonego powiatu wieruszowskiego w tymże województwie, gdzie ustalono dla niej 27 członków gromadzkiej rady narodowej.
Gromada przetrwała do końca 1972 roku, czyli do kolejnej reformy gminnej. 1 stycznia 1973 – już w powiecie wieruszowskim – reaktywowano gminę Bolesławiec.